# Ukrazija
Ukrazija (ukr. Укразія, ros. Укразия, w ZSRR rozpowszechniany także pod alternatywnym tytułem: 7+2) – radziecki czarno-biały film historyczny z 1925 roku w reżyserii Piotra Czardynina, wyprodukowany w Ukraińskiej SRR przez odeską wytwórnię WUFKU.

## Obsada
- Nikołaj Panow – Engier, oficer denikinowskiego kontrwywiadu
- Daria Zierkałowa – Katia
- Wasilij Kowrigin – Lisiewicki, oficer lotnictwa
- Nikołaj Sałtykow – Gałajda
- Matwiej Larow – generał Billing, komendant miasta
- Iwan Kaprałow – szofer John
- Amwrosij Buczma – kozacki pułkownik
- Dmitro Erdman – robotnik
- Kostiantin Ignatiew – książę Achwlediani
- Jurij Czierniszow – Bartlett, poseł angielski
- Leonid Czembarski – oficer